# استنلی هادسون
استنلی هادسون یک شخصیت خیالی در مجموعه تلویزیونی مستندنمای اداره با بازی لسلی دیوید بیکر است. در این مجموعه تلویزیونی، او نماینده فروش در شرکت توزیع کاغذ تخیلی داندر میفلین است. استنلی هیچ همتای مستقیمی در نسخه اصلی بریتانیایی ندارد.
در ژوئیه سال ۲۰۲۱، لسلی دیوید بیکر یک کیک‌استارتر را برای تأمین بودجه تولید قسمت آزمایشی عمو استن، یک اسپین‌آف از اداره با تمرکز بر استنلی هنگامی که به لس آنجلس، کالیفرنیا می‌رود تا به برادرزاده‌اش لاکی کمک کند راه‌اندازی کرد.